# جريس دبيات
ولد جريس دبيات في كفركنا (قانا الجليل) – قضاء الناصرة سنة 1950. أنهى دراسته الجامعيّة في جامعة حيفا سنة 1970 في موضوعيّ الإسلام واللغة العربيّة. 

## عمله
عمل بعد تخرُّجه من الجامعة في تدريس اللغة العربية في المدارس الثانوية حتى خرج إلى التقاعد عام 2006. شارك بعد ذلك في تنقيح المقالات والكتب المترجمة عن لغاتٍ أخرى.

## شعره
ينظم الشعر العمودي والشعر الحر منذ صباه، وهو يحرصُ على الموسيقى الشعرية في قصائده. غرضه الشّعريّ الأوَّل هو القضية الفلسطينية، أمَّا محور شعره فهو مثلث: الوطن - الأرض - المرأة. يشغل الرثاء مكانة خاصّة في شعره وله فيه قصائد عديدة كقصيدة «خيتاه» في رثاء أخته، وقصيدة «كالنرد تحكمه وتحكم صوغه» التي رثى فيها محمود درويش.
يجمع في شعره بين الفكرة والوجدان ناشدًا البحث عن حريَّة الإنسان وكرامته وحقّه في الحياة، وتحقيق غاياته الأولية منها. وهو يعمل في هذه الأيّام على إصدار مجموعته الرابعة «كرمى لها» ورفيا، وهي تضم قصائده الجديدة. يؤمن أنَّ الإبداع هو أصل الفن عمومًا والشعر خصوصًا، ويحاول أن يكون مبدعًا في كل ما ينشر من شعر. شملت مجموعته الثالثة «رماديّات» ستين مقطوعة أسماها الشاعر: «رماديّات» أورد فيها أفكارًا وصورًا، واعتمد فيها بحر «الرَّمَل»؛ تتألَّف كُلّ مقطوعة من ثلاثة أشطر ذات رويّ واحد، قسمها في مجموعته إلى ثلاث في كل منها عشرون رمادية -وقد حاول فيها أن يوجز، قدر المستطاع، في التعبير عن رؤيته- وهي خلاصة ما خبَرَ الشّاعر في علاقته مع الناس، وقد بدأها بالرَّمادية: ذاك مَن مثّل في عيني الوفا- باس راسي وبكى واستسلفا- سلّ عطفي ونقودي واختفى...وقد ألقى الشاعر بعض الضوء على هذه التسمية، شعرًا، في خاتمة المجموعة.

## مؤلّفاته
صدرت له ثلاث مجموعات شعرية هي:
- مع إطلالة الفجر، كفر كنا: مطبعة كفر كنا، 1994، (في 110 صفحات).
- تظلين أحلى، جديدة: مطبعة جديدة، 1996 (في 100 صفحة).
- رماديات، الناصرة: مطبعة النهضة، وزارة العلوم والثقافة والرياضة، قسم الثقافة العربية، 2001، (في 104 صفحات).
- وهو يعد لمجموعته الرابعة كرمى لها.

## وصلات خارجية
موقع الشاعر على الأنترنت
موسوعة الشعر العربي adab.com
موقع ديوان العرب
موقع أبجد- موقع الشعر
مقالات نبيل عودة على الشبكة